# Rijksbureau voor Kunsthistorische Documentatie
Le Rijksbureau voor Kunsthistorische Documentatie (littéralement : « Bureau national pour la documentation relative à l’histoire de l’art », mais également appelé « Institut néerlandais pour l'histoire de l'art » ; en abrégé : RKD), dont le siège se trouve à La Haye aux Pays-Bas, est un centre de documentation spécialisé en histoire de l'art, comptant parmi les plus importants au monde.
Il possède une vaste collection d’imprimés— monographies, catalogues d’exposition et de vente, publications en série, etc. —, de documents iconographiques et de pièces d’archives, en rapport avec l’art occidental du Moyen Âge jusqu’à nos jours. La majeure partie des documents concernent les Pays-Bas et le nord de la Belgique.

## Histoire
Le Rijksbureau voor Kunsthistorische Documentatie (RKD) a ouvert ses portes au public en 1932, à La Haye, aux Pays-Bas. La collection s’est développée à partir de la vaste documentation artistique laissée par l’historien de l’art Cornelis Hofstede de Groot (1863-1930). Sa collection comprenait, entre autres, environ 100 000 photographies en rapport avec les arts visuels du XVIIe siècle, tant dans les Pays-Bas septentrionaux que dans les Pays-Bas méridionaux. La société des amis du RKD porte d’ailleurs le nom de l’historien.
Avant que ces archives ne soient ouvertes au public, le collectionneur et spécialiste Frits Lugt (1884-1970) vint enrichir la collection de 100 000 autres reproductions, 22 000 catalogues de vente et plusieurs milliers de livres. Par la suite, Eltjo van Beresteyn (nl) (1876-1948) apporta au RKD la documentation qu’il avait rassemblée sur le portrait néerlandais.
Au fil des ans, les collections du RKD se sont élargies. Peu après la Seconde Guerre mondiale, ce qui constituait la base de la collection — qui traitait de la peinture néerlandaise ancienne — fut complété par des documents concernant l’art étranger, et d’autres concernant l’art moderne et contemporain aux Pays-Bas et en Belgique. En plus de cela, le RKD continua son développement en commençant à collecter de la documentation de presse et des archives, ainsi que des informations se rapportant à la sculpture.
Depuis 1995, le RKD est devenu un organisme indépendant. Toutefois, les collections gérées par la fondation demeurent propriété de l’État néerlandais.

## Collections
La bibliothèque compte environ 450 000 titres, dont 150 000 catalogues de vente, et environ 3 100 périodiques, parmi lesquels quelque six cents titres dont la publication est toujours en cours.
Le service a pour principale mission de collecter, dépouiller, gérer et mettre à disposition du public ces documents. À côté des documents concernant la peinture, le dessin et la sculpture, le RKD possède également une collection touchant aux domaines de l’art monumental, à celui des médias modernes, et à celui du design et du graphisme en général. Une base de données informatisée permet de retrouver toutes sortes d’informations, notamment concernant des éléments de la biographie de l’un ou l’autre artiste.

## Thésaurus AAT
Le RKD gère en outre la version néerlandaise de l’Art and Architecture Thesaurus (en abrégé : AAT), un thésaurus documentaire spécialement conçu pour la description et le traitement de l’information dans les domaines de l’art et de l’architecture. La version originelle de ce thésaurus fut créée à l’initiative du Getty Museum à Malibu.